# Alfred Chanzy

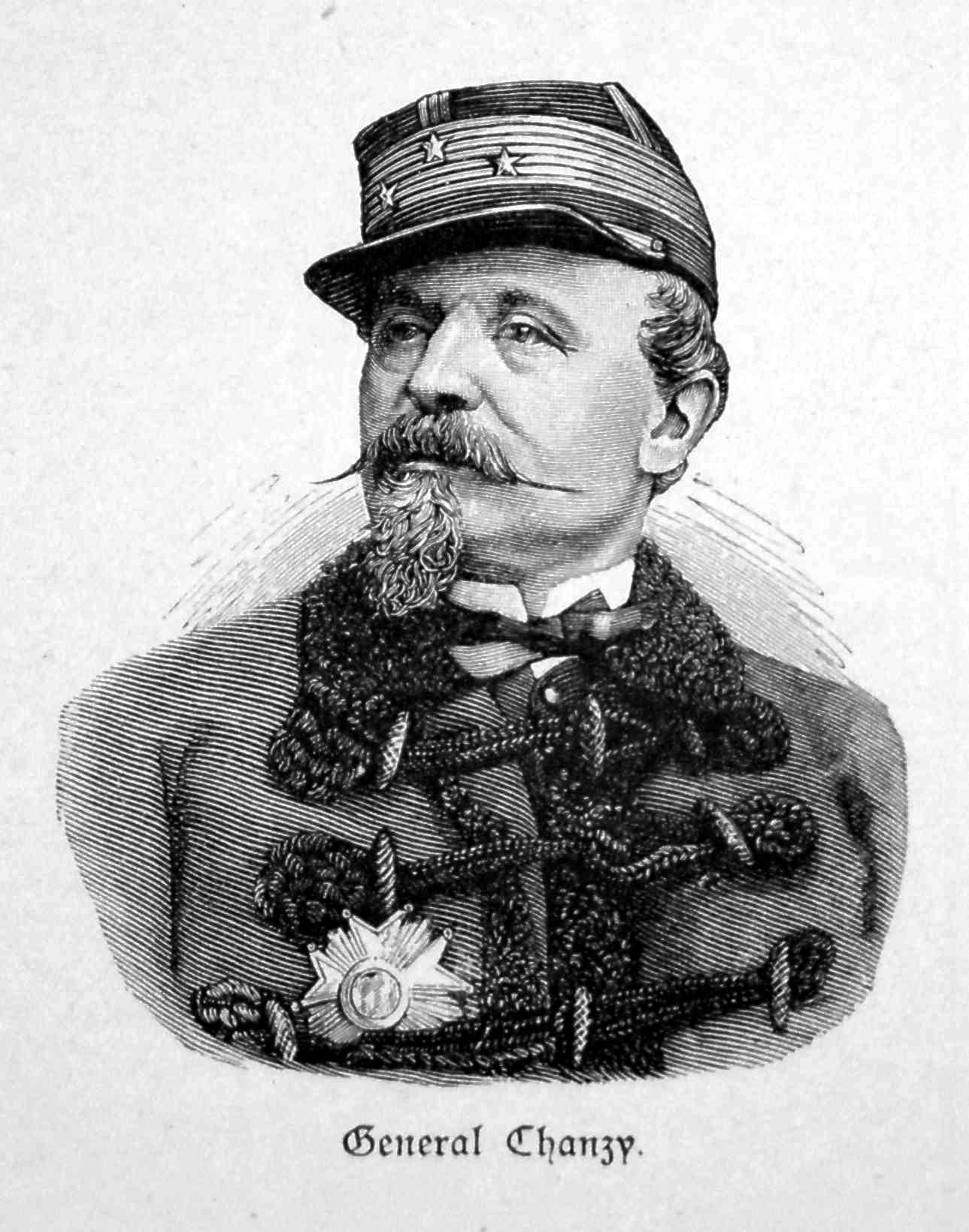
General Chanzy

Antoine Alfred Eugène Chanzy, född 18 mars 1823 och död 5 januari 1883, var en fransk militär.
Canzy inträdde 1839 i marinen men övergick 1841 till artilleriet. Han deltog i striderna i Algeriet och i 1859 års krig, där han särskilt utmärkte sig i slaget vid Solferino. 1868 blev han brigadgeneral i Alger. Under Fransk-tyska kriget kallades Chanzy till Frankrike först sedan republiken proklamerats och utnämndes 2 november 1870 till divisionsgeneral och chef för den i Loirearmén ingående 16:e armékåren. Med denna deltog han på ett framstående sätt i slagen vid Coulmiers 9 november och Orléans 30 november-4 december, samt erhöll efter Orléans fall befälet över 2:a Loirearmén. I slaget vid Beaugency försvarade han sig med viss framgång mot storhertigen Fredrik Frans II av Mecklenburg-Schwerin, blev i slaget vid Le Mans 7-12 januari 1871 besegrad av prins Fredrik Karl av Preussen och tvingades retirera. Invald i nationalförsamlingen, talade han trots nederlagen för krigets fortsättning. Efter fredsslutet blev han 1873 generalguvernör i Algeriet och chef för 19:e armékåren. Han var 1880-81 ambassadör i Sankt Petersburg och från 1882 chef för 6:e armékåren i Châlons-en-Champagne.
Chanzy har bland annat utgett Campagne de 1870-71. La deuxième armée de la Loire (1870).